# Associazione Lugano Basket Tigers
L'Associazione Lugano Basket Tigers è la principale società di pallacanestro maschile di Lugano, nel Canton Ticino, ed è nata nel 1981 dalla fusione tra Federale Lugano e Viganello Basket.
I suoi colori sociali sono il bianco e il nero, e disputa le partite casalinghe presso l'Istituto Elvetico Salesiani Don Bosco di Lugano, in via Serafino Balestra.

## Storia
Nata nel 1981 dalla fusione tra Federale Lugano e Viganello, vince la prima Coppa Svizzera nel 1982.
Rinominata "Lugano Snakes" nel 1999 (all'epoca del presidente Giovanni Antonini) ha conquistato 3 campionati e 2 Coppa Svizzera. Nel 2000-2001 partecipa all'Eurolega vincendo 3 incontri casalinghi contro Žalgiris, Estudiantes e Zadar. La squadra dell'epoca era composta da giocatori di spessore quali: Harold Mrazek, Patrick Koller, Norbert Valis, Michael Polite, Marco Sassella, Trésor Quidome e Manuel Raga.
Rinasce come "Associazione Lugano Basket Tigers" nel 2003, dopo il fallimento finanziario dei Lugano Snakes, acquisendo i diritti sportivi dall'AB Viganello. Conquista il campionato nella stagione 2005-2006, e chiude al secondo posto nelle due stagioni seguenti. Nella stagione 2009-2010, guidata dapprima da Renato Carettoni (sostituito a dicembre 2009) e successivamente da Joe Whelton, vince ancora il titolo svizzero battendo il Fribourg Olympic.
Nel 2010 si è qualificata nella fase a gironi dell'EuroChallenge, battendo il Lyubertsky.
Nel 2011 conquista tre titoli: vince - per la prima volta nella sua storia - la Coppa di Lega; nella stessa stagione vince per la quarta volta la Coppa Svizzera, battendo il Monthey per 68-67, con il canestro della vittoria di Abukar a 4 secondi dalla fine; infine trionfa anche in campionato battendo nella quarta partita della finale il Fribourg Olympic 80-74 (3-1 nella serie).
Nel 2012 conquista la seconda Coppa di Lega consecutiva ai danni del Fribourg Olympic, sconfitto per 92-75; il 14 aprile vince la quinta Coppa Svizzera battendo il Monthey per 76-74; inoltre il 18 maggio vince il campionato battendo nella finalissima il Ginevra Lions per 92-81 (3-2 nella serie). Con questa vittoria i Lugano Tigers entrano nella storia del basket elvetico: sono infatti la prima squadra svizzera ad essere riuscita a centrare per 2 volte consecutive il triplete (Coppa di Lega-Coppa Svizzera-Campionato). Nel 2013 i Lugano Tigers chiudono l'annata senza trofei, mentre nel 2014, dopo aver perso sia in Coppa di Lega (in semifinale 81-85 contro i Ginevra Lions) che in Coppa Svizzera (ai quarti ancora con i Ginevra Lions 84-70), riescono a vincere il loro ottavo campionato in finale, alla settima partita, battendo l'Olympic Friborgo per 92-88.
Nel 2015 eliminati nuovamente in Coppa di Lega dagli eterni rivali dell'Olympic Friborgo, i Tigers conquistano la Coppa Svizzera a tre anni di distanza dall'ultima vittoria, sconfiggendo in finale l'Union Neuchatel per 79-61, alzando il trofeo per la sesta volta nella loro storia. Sempre nel 2015 conquistano la prima Supercoppa Svizzera della loro storia, battendo in gara secca il Ginevra Lions per 74-66, nella prima edizione assoluta disputata tra la vincente del campionato e della Coppa Svizzera.

## Roster attuale
| Associazione Lugano Basket Tigers 2023-24 | Associazione Lugano Basket Tigers 2023-24 |
| Giocatori                                 | Staff tecnico                             |
| ----------------------------------------- | ----------------------------------------- |

| 0  | Svizzera (bandiera)                        | AP | Andrea Bracelli (C)                      | 1997 | 192 cm |  |  |
| 4  | Svizzera (bandiera) · Italia (bandiera)    | AP | Claudio Picco                            | 2005 | 195 cm |  |  |
| 5  | Svizzera (bandiera) · Italia (bandiera)    | A  | Kevin Bernardinello                      | 2003 | 194 cm |  |  |
| 8  | Svizzera (bandiera)                        | PG | Adrian Montanari                         | 2004 | 181 cm |  |  |
| 9  | Australia (bandiera) · Svizzera (bandiera) | A  | Hamish Warden                            | 1999 | 203 cm |  |  |
| 10 | Svizzera (bandiera)                        | G  | Massimiliano Dell'Acqua                  | 2003 | 190 cm |  |  |
| 11 | Svizzera (bandiera)                        | G  | Andre Donnelly                           | 2005 | 198 cm |  |  |
| 12 | Stati Uniti (bandiera)                     | AC | Trey Sampson                             | 2000 | 205 cm |  |  |
| 17 | Svizzera (bandiera)                        | GA | Alex Maglia                              | 2005 | 191 cm |  |  |
| 20 | Stati Uniti (bandiera)                     | P  | Marcus Hammond dal al 3 gennaio 2024     | 2000 | 192 cm |  |  |
| 21 | Stati Uniti (bandiera)                     | PG | De'Shawn Williams fino al 3 gennaio 2024 | 1998 | 186 cm |  |  |
| 23 | Stati Uniti (bandiera)                     | C  | Evan Battey                              | 1998 | 202 cm |  |  |
| 24 | Svizzera (bandiera)                        | C  | Omar Ali                                 | 2004 | 200 cm |  |  |

| Allenatore                                                                       |
| - Valter Montini                                                                 |
| Assistente/i                                                                     |
| - Andrea Petitpierre Legenda - (C) Capitano - (IN) Inattivo - Infortunato Roster |

## Palmarès
- Campionato svizzero: 8

2000, 2001, 2002, 2006, 2010, 2011, 2012, 2014
- Coppa Svizzera: 6

1982, 2001, 2002, 2011, 2012, 2015
- Coppa di Lega: 2

2011, 2012
- Supercoppa svizzera: 1

2015

## Stagioni
- 2007-2008
- 2015-2016
- 2016-2017

## Cestisti
- Mohamed Abukar
- Sabahudin Bilalović
- Andrija Crnogorac
- Nikola Dačević
- Mark Davis
- Edwin Draughan
- Mike Efevberha
- Franco Facchinetti
- Dave Fergerson
- Patrick Koller
- Nenad Marković
- Lee Matthews
- Dušan Mlađan
- Harold Mrazek
- Charles Pittman
- Michael Polite
- Trésor Quidome
- Manuel Raga Jr.
- Marco Sassella
- Tom Scheffler
- Matt Schneiderman
- Alon Stein
- Derek Stockalper
- Travis Watson
- Korvotney Barber

## Allenatori
- 1982-1983:  Manuel Raga
- 1983-1985:  Ed Miller
- 1985:  Francesco Lamanna
- 1985-1987:  Bunello Arnaboldi
- 1987:  Ken Brady
- 1987-?:  Dario Bernasconi
- 1992-1993:  Alessandro Cedraschi
- 1993-1994:  Renato Carettoni
- 1994:  Gary Stich
- 1994-1995:  Vjećeslav Tolj
- 1995:  Enrico Parmigiani
- 1995-1996:  Gianfranco Garobbio
- 1996:  Edoardo Colombo
- 1996-1998:  Renato Carettoni
- 1998-1999:  Franco Facchinetti
- 1999-2000:  Virginio Bernardi
- 2000-2002:  Zare Markovski
- 2002-2005:  Milutin Nikolić
- 2005-2008:  Andrea Petitpierre
- 2008-2009:  Franco Facchinetti
- 2009:  Renato Carettoni
- 2009-2011:  Joe Whelton
- 2011-2013:  Randoald Dessarzin
- 2013-2015:  Andrea Petitpierre
- 2015-2016:  Jean-Marc Jaumin
- 2016-2017:  Nicola Brienza
- 2017-2018:  Thibaut Petit
- 2018-2019:  Andrea Petitpierre
- 2019-2021:  Salvatore Cabibbo
- 2021-2022:  Milutin Nikolić
- 2022-:  Valter Montini